# Рейнольдс III ван Бредероде
Рейнольдс III ван Бредероде (нидерл. Reinoud III van Brederode; 4 сентября 1492, Велзен, Северная Голландия — 25 сентября 1556, Брюссель) — голландский аристократ, сюзерен Бредероде и Вианена, потомственный бургграф Утрехта, егермейстер, магистр Голландии и член Государственного совета, советник и камергер императора Священной Римской империи Карла V.

## Биография

Герб Бредероде

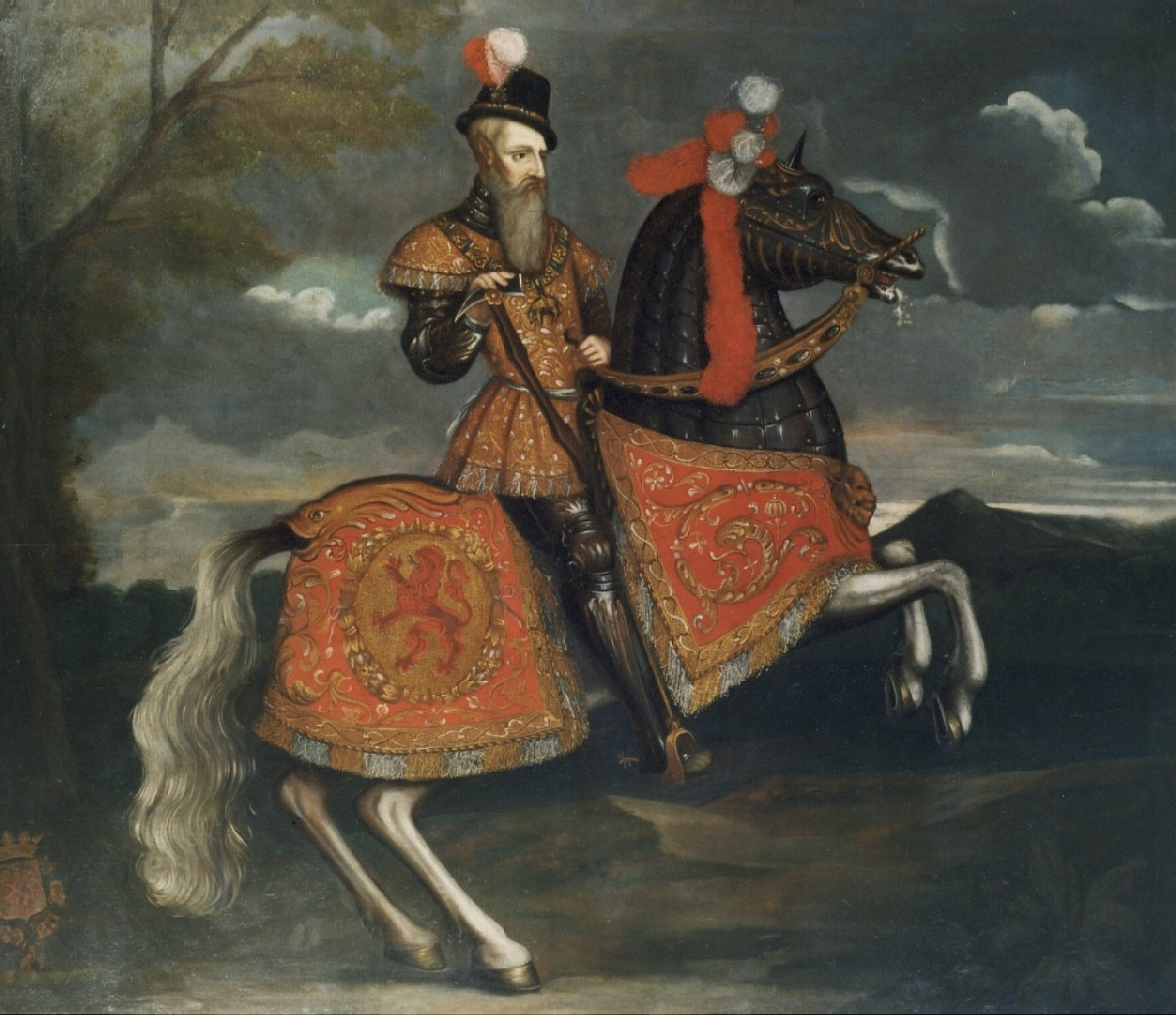
Конный портрет Рейнольдса III ван Бредероде

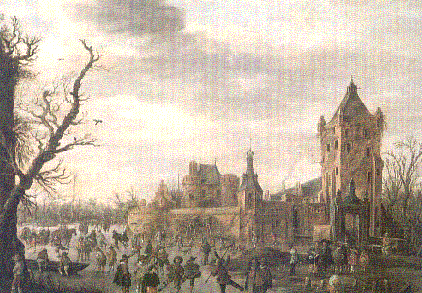
Замок Батенштейн (ок. 1630)

Сын Вальравена II ван Бредероде и Маргреты ван Борселен . С 1531 года проживал в замке Батенштейн. В том же году стал кавалером Ордена Золотого руна.
Правил своими владениями, не взирая на законы графства Голландия . Контролировал судебную систему и чеканку монет, что было прерогативой графа Голландии, что привело его к конфликту с графом, который был обеспокоен тем, что Рейнольдс может предъявить претензии графству. За это он был приговорён к смертной казни, но позже приговор был отменён императором Карлом V.
Был женат на Филиппине де Ламарк, дочери графа Роберта II де Ламарка. В браке с ней имел десять детей, в том числе наследника, графа Хендрика ван Бредероде (1531—1568), сюзерена Бредероде и Вианена, потомственного бургграфа Утрехта, известного как «большой гёз».
Кроме того, у Рейнольдса было десять незаконнорожденных потомков, в том числе Ланселот Ван Бредероде, рождённый от него Анной Симонсдохтер, участник Нидерландской революции, вице-адмирал морских гёзов.